# Margery Kempe
Margery Kempe (nata Margery Brunham; King's Lynn, 1373 circa – dopo il 1438) è stata una scrittrice ed eremita inglese, conosciuta per aver scritto il Libro di Margery Kempe, che è considerato la prima autobiografia in lingua inglese.

## Biografia
Nata nella contea di Norfolk, sposò a 20 anni John Kempe, da cui ebbe 14 figli. Suo padre era un mercante di King's Lynn, di cui fu per cinque volte sindaco, e fu anche membro del Parlamento inglese. La sua fortuna fu però compromessa dalle crisi degli anni 1390.
La donna era analfabeta, perciò acquisì le sue conoscenze in materia religiosa grazie a sermoni e altre fonti orali. Per poter stendere il suo libro, si affidò a due scrivani. Il secondo era un prete, che rivisitò l'intero testo, ma sembra che il volume contenesse la forma espressiva propria della sua autrice.

## Le sue visioni
Dopo la nascita del suo primo figlio, Margery si ammalò e temette per la sua stessa vita. Dopo un periodo travagliato che la portò al limite della pazzia, Margery Kempe ebbe una visione che la chiamava ad abbandonare le vanità del mondo. Dopo settimane di violente accuse contro la sua famiglia ed i suoi amici, raccontò di aver avuto una visione di Gesù Cristo al fianco del suo letto che le chiedeva: " Figliola, perché mi hai abbandonato, quando io non l'ho mai fatto ?".
Da quel momento Margery Kempe si lanciò in due imprese - una fabbrica di birra ed un mulino - entrambe molto comuni per le donne medievali.
Nonostante avesse tentato di essere più devota dopo le sue visioni, per alcuni anni continuò ad essere tentata dai piaceri sessuali e dall'invidia sociale. Finalmente lontana da quello che lei interpretò come l'effetto del peccato d'orgoglio della sua vocazione, Margery Kempe dedicò tutta se stessa alla vita spirituale che le sue prime visioni sembravano richiederle.
Sforzandosi di vivere una vita devota a Dio, ottenne da suo marito che la loro unione divenisse casta e iniziò un pellegrinaggio tra i luoghi santi della cristianità, includendo Roma, Gerusalemme e Santiago di Compostela. Il racconto dei questi viaggi costituisce una parte rilevante del suo "Libro" , nel quale una sezione include una serie di preghiere e il cui cuore spirituale sono le conversazioni mistiche che condusse con Cristo per più di quaranta anni.
Dal 1413 al 1420, Margery visitò anche importanti luoghi e personalità dell'Inghilterra, comprendendo il vescovo di Lincoln Philip Repyngdon, l'arcivescovo di Canterbury Henry Chichele e Giuliana di Norwich. Le riflessioni su questi viaggi e le sue esperienze rivelatrici costituiscono molto del suo libro, ma una chiave di lettura è data anche dalla persecuzione da lei subita dalle autorità civili e religiose. L'ultima sezione del libro ha a che fare con il viaggio effettuato negli anni 1430 in Norvegia e nel Sacro Romano Impero.